# Vitali Kurdzenko
Vitali Kurdzenko –en ruso, Виталий Курдченко– (23 de septiembre de 1940) es un deportista soviético que compitió en remo.
Ganó una medalla en el Campeonato Mundial de Remo de 1966 y tres medallas en el Campeonato Europeo de Remo entre los años 1964 y 1969.

## Palmarés internacional
| Campeonato Mundial | Campeonato Mundial       | Campeonato Mundial | Campeonato Mundial |
| Año                | Lugar                    | Medalla            | Prueba             |
| ------------------ | ------------------------ | ------------------ | ------------------ |
| 1966               | Bled (Yugoslavia)        | Medalla de plata   | Cuatro con timonel |
| Campeonato Europeo |                          |                    |                    |
| Año                | Lugar                    | Medalla            | Prueba             |
| 1964               | Ámsterdam (Países Bajos) | Medalla de oro     | Cuatro con timonel |
| 1965               | Duisburgo (RFA)          | Medalla de oro     | Cuatro con timonel |
| 1969               | Klagenfurt (Austria)     | Medalla de plata   | Ocho con timonel   |